# SMAP 004
『SMAP 004』は、SMAPの4枚目のオリジナル・アルバム。1993年7月7日にビクターエンタテインメントからリリース。

## 解説
SMAPはこれまでアルバムを3枚発売したが、どれもセールス的にはあまりいい状況とは言えず、またSMAPの活動も従来のアイドルが行なってきた内容と異なってきたため、事務所より「SMAPの音楽活動は外部のスタッフに任せたほうがいいのではないか?」との結論に達し、本作よりSMAPの音楽活動については、所属事務所主体からレコード会社主体へとシフトされた。
本作以降発売されたCDジャケットにメンバーの顔写真を使用したものが少ないのはその為である。
当時、アイドルが発売するCD（レコード）ジャケットは本人の顔写真を掲載するのが基本であり、顔写真が掲載されないのは極めて稀であったが、レコード会社も「（本作以降）本人の顔写真を極力使わない方向でCDジャケットを製作する」との意向を示した。
その為、音楽雑誌からは「ミュージシャンの真似をしている」と冷笑されたり、「アイドルが音楽を真面目に取り組んでいくのか?」と嫌味な記事を書かれたりもした。
アルバムの内容も、前3作と内容的な変化は見られないが、これからのSMAPにつながる過渡期の作品と言える。
本作には6人全員のソロ曲が収録されている。
本作より少し前にリリースされた「はじめての夏」は未収録である。

## 特典
本アルバムと、Video はじめての夏との同時購入でオリジナル・バスケットボールバックが抽選でプレゼントされるキャンペーンが実施、予約特典としてオリジナル・ポストカード、ボタンカバー付き。

## 収録曲
| #         | タイトル                                     | 作詞       | 作曲       | 編曲                                    | 時間  |
| --------- | -------------------------------------------- | ---------- | ---------- | --------------------------------------- | ----- |
| 1.        | 「ポケットに青春のFUN FUN FUN」              | 戸沢暢美   | CHOKKAKU   | CHOKKAKU / コーラスアレンジ: 佐々木久美 | 3:40  |
| 2.        | 「かなしいほど青い空」                       | 小倉めぐみ | 多々納好夫 | 小野沢篤 / コーラスアレンジ: 松下誠     | 5:15  |
| 3.        | 「ずっと忘れない」(アルバム・バージョン)     | 森浩美     | 馬飼野康二 | 長岡成貢                                | 5:56  |
| 4.        | 「永遠に抱きしめたい」(森且行)               | 吉元由美   | 羽場仁志   | CHOKKAKU / コーラスアレンジ: 佐々木久美 | 4:28  |
| 5.        | 「5月の風を抱きしめて」(草彅剛)              | 相田毅     | 岩田雅之   | 岩田雅之                                | 4:35  |
| 6.        | 「幸せになってよ」                           | 小倉めぐみ | 長岡成貢   | 長岡成貢 / コーラスアレンジ: 松下誠     | 4:29  |
| 7.        | 「日曜日のアニキの役」(香取慎吾)             | 戸沢暢美   | 太田美知彦 | CHOKKAKU / コーラスアレンジ: 松下誠     | 4:32  |
| 8.        | 「それでも君を好きになる」                   | 相田毅     | 谷本新     | 土方隆行 / コーラスアレンジ: 松下誠     | 4:22  |
| 9.        | 「September Rain」(稲垣吾郎)                 | 覚和歌子   | 長岡成貢   | 長岡成貢 / コーラスアレンジ: 岩田雅之   | 4:28  |
| 10.       | 「こんなに僕を切なくさせてるのに」(木村拓哉) | 小倉めぐみ | 谷本新     | CHOKKAKU                                | 4:31  |
| 11.       | 「泣きたい気持ち」(中居正広)                 | 相田毅     | 太田美知彦 | 土方隆行                                | 5:22  |
| 12.       | 「笑顔のゲンキ」                             | 森浩美     | 馬飼野康二 | 船山基紀                                | 4:32  |
| 13.       | 「雪が降ってきた」(アルバム・バージョン)     | 森浩美     | 馬飼野康二 | 長岡成貢 / コーラスアレンジ: 松下誠     | 5:05  |
| 合計時間: | 合計時間:                                    | 合計時間:  | 合計時間:  | 合計時間:                               | 61:15 |

### 曲解説
1. ポケットに青春のFUN FUN FUN
リミックス・アルバム「BOO」、2ndベスト・アルバム「Wool」にも収録されている。
2. かなしいほど青い空
1stベスト・アルバム「Cool」、4thベスト・アルバム「pamS」にも収録されている。
3. ずっと忘れない（アルバム・バージョン）
7thシングルのアルバム・バージョン
4. 永遠に抱きしめたい - 森且行
5. 5月の風を抱きしめて - 草彅剛
6. 幸せになってよ
7. 日曜日のアニキの役 - 香取慎吾
8. それでも君を好きになる
9. September Rain - 稲垣吾郎
10. こんなに僕を切なくさせてるのに - 木村拓哉
11. 泣きたい気持ち - 中居正広
12thシングル「Hey Hey おおきに毎度あり」カップリングのアルバム・バージョン
12. 笑顔のゲンキ
  - 5thシングル
13. 雪が降ってきた（アルバム・バージョン）
6thシングルのアルバム・バージョン

## 映像作品
ポケットに青春のFUN FUN FUN
- LIVE BIRDMAN
  - 5人体制初披露

かなしいほど青い空
- SEXY SIX SHOW

5月の風を抱きしめて
- SMAP Winter Concert 1995-1996

それでも君を好きになる
- SMAP 007 MOVIES〜Summer Minna Atsumare Party

## テレビ出演
永遠に抱きしめたい
- 『アイドルオンステージ』（1995年3月26日、NHK BS2）
テレビ初披露

日曜日のアニキの役
- 『アイドルオンステージ』（1994年10月9日、NHK BS2）
テレビ初披露